# Glorieta de Más y Prat

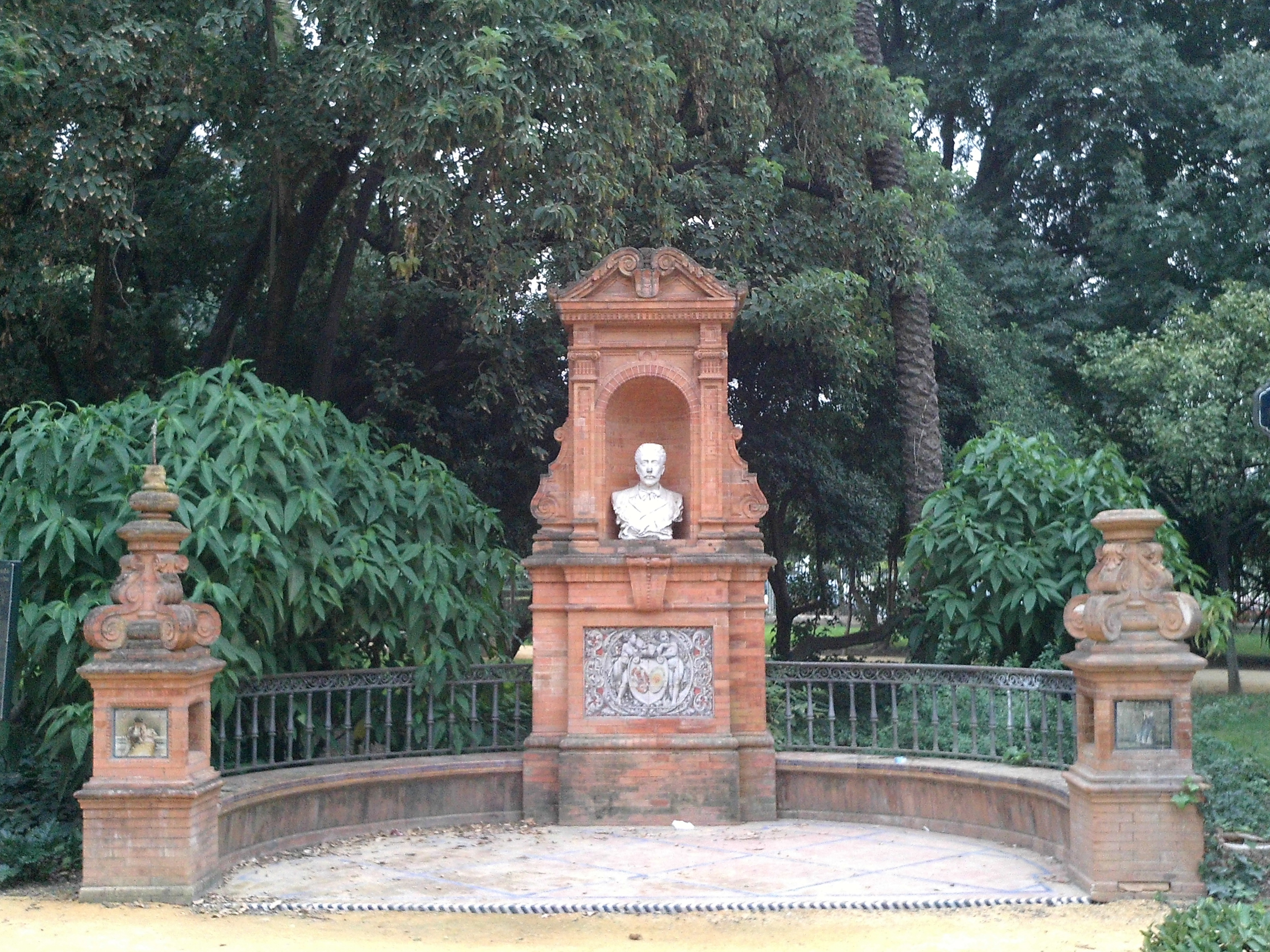
Monumento de la glorieta.

La glorieta de Más y Prat es espacio decorado con un monumento y ubicado en el parque de María Luisa de Sevilla, Andalucía, España. Está dedicada al poeta, dramaturgo, escritor costumbrista y periodista ecijano Benito Más y Prat.
Fue costeada por suscripción popular tras la iniciativa de Enrique Real Magdaleno, proyectada por Aníbal González e inaugurada el 2 de mayo de 1924.

## Características
Es de ladrillo visto, con forma semicircular y bancos con respaldos de hierro hierro. Los bancos están rematados en sus extremos con pináculos que tienen debajo en, una de las caras, anaqueles para libros, y en otras azulejos con escenas costumbristas sevillanas.
El centro del semicírculo lo preside un busto de mármol de Más y Prat, obra de Antonio Castillo Lastrucci. Bajo el busto, en azulejos realizados por Enrique Orce, se representan sujetos por dos tenantes, los emblemas de Écija y Sevilla.
Fue restaurado entre el 2002-2003, modificando su trazado original, cambiándosele los viejos y estropeados jarrones cerámicos y azulejos de los bancos por nueva cerámica y azulejería.
Está situado cerca de la glorieta de la Concha y de la glorieta de Doña Sol del parque.

### Flora
Alrededor de la glorieta la flora existente se compone de varias especies tales como: durillos de flor (Viburnum tinus), arbusto de pequeñas flores blancas o rosadas; sóforas (Sophora japonica), originaria de China y Japón y con frutos son legumbres parecidos a rosarios que es habitual en la ciudad;  acantos (Acanthus mollis); fotinias (Photinia glabra); adelfas (Nerium oleander), que es una especie mediterránea que florece en verano y es frecuente en las carreteras españolas; una dombeya (Dombeya x cayeuxii), un arbusto que puede adquirir altura y que cuenta con flores que tienen forma de grandes bolas; y un aligustres (Ligustrum japonicum). 
También componen la vegetación: setos de bonetero de Japón (Euonymus japonicus); árboles de Júpiter (Lagerstroemia indica); ciruelos japoneses (Prunus cerasifera var. Pisardii); nandinas (Nandina domestica); un ombú (Phytolacca dioica); y un membrillero japonés (Chaenomeles japonica), que también es procedente del Japón y China y que posee grandes flores rosas. Un poco más lejos se pueden ver robinas y pitosporos (Pittosporum tobira).